# لوک تالون
لوک تالون (انگلیسی: Luke Thallon؛ زادهٔ ۱۴ آوریل ۱۹۹۶) بازیگر انگلیسی است. او بیشتر به‌خاطر فعالیت‌هایش در تئاتر شناخته می‌شود و در سال ۲۰۲۵ برای ایفای نقش کوییرینوس کوییرل در مجموعهٔ تلویزیونی هری پاتر محصول شبکهٔ اچ‌بی‌او انتخاب شد.

## اوایل زندگی
لوک تالون در وست بای‌فلت، ساری، انگلستان به دنیا آمد. او از طرف پدرش اصالتی لهستانی و از طرف مادرش اصالتی آلمانی و ایرلندی دارد. هر دو والدینش بازیکن حرفه‌ای والیبال بودند. او در ابتدا قصد داشت دندان‌پزشک شود، اما نهایتاً به بازیگری روی آورد.
تالون در سال ۲۰۱۷ از مدرسهٔ موسیقی و درامای گیلدهال فارغ‌التحصیل شد.

## حرفه
تالون در سال ۲۰۱۷ برای بازی در تئاتر آلبیون نوشتهٔ مایک بارتلت در تئاتر آلمیدا، نامزد جایزهٔ استعداد نوظهور جوایز تئاتر ایونینگ استاندارد شد. در سال ۲۰۲۱، او برای ایفای نقش در تئاتر لئوپولدشتات نوشتهٔ تام استاپارد، برندهٔ جایزهٔ کلارنس درونت شد. در همان سال، او در تئاتر کمپ زیگفرید نوشتهٔ بس وول در تئاتر اولد ویک بازی کرد. در سال ۲۰۲۲، تالون در فهرست ۲۵ تئاترساز آینده‌دار مجلهٔ د استیج قرار گرفت. او نقش رومن آبراموویچ را در تئاتر میهن‌پرستان نوشتهٔ پیتر مورگان ایفا کرد که ابتدا در تئاتر آلمیدا اجرا شد و سپس به تئاتر نوئل کاوارد در وست اند و تئاتر اثل بریمور در برادوی منتقل شد.
در سال ۲۰۲۵، تالون برای ایفای نقش کوییرینوس کوییرل در مجموعهٔ تلویزیونی هری پاتر محصول شبکهٔ اچ‌بی‌او انتخاب شد.